# New Richmond (Wisconsin)
Pour les articles homonymes, voir New Richmond.
New Richmond est une ville américaine située dans le comté de Sainte-Croix, au Wisconsin. Selon le recensement de 2010, sa population est de 8 375 habitants.